# Royaume de Sitawaka
1521–1594
Entités précédentes :
- Royaume de Kotte

Entités suivantes :
- Ceylan portugais
- Royaume de Kandy

Le royaume de Sitawaka (සීතාවක) est une monarchie qui a existé au 15e siècle, et qui a été créée après la division du royaume de Kotte en 3 parties, lorsque les 3 fils du roi Vijayabahu VII de Kotte, ont assassiné leur père.

## Histoire

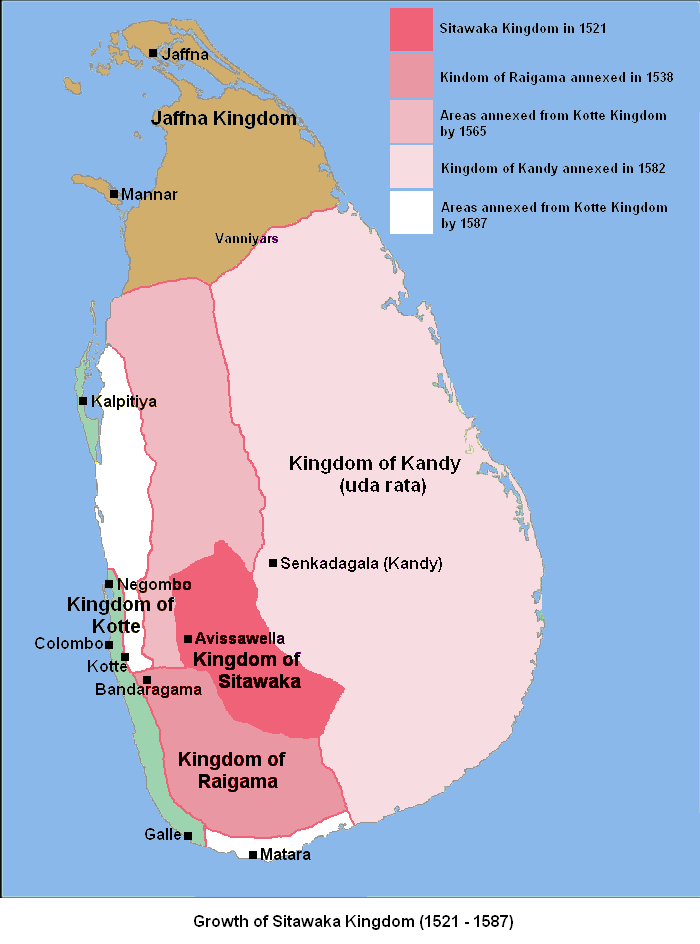
Sitawaka

## Héritage
En 1594, lorsque les Portugais héritent du royaume de Kotte, ils organisent la campagne de Danture visant à prendre le contrôle de toute l'île. Pendant cette campagne, ils détruisent la capitale de Sitawaka, mais l'armée portugaise est complètement anéantie par l'armée de Kandy.